# Sensory Ethnography Lab
The Sensory Ethnography Lab (SEL) est un centre de recherche interdisciplinaire de l'université Harvard croisant les arts visuels et l'ethnographie. Ses travaux de recherches, collectifs ou individuels, privilégient différentes formes de médias audiovisuels (film, vidéo, photographie, phonographie, outils hypermédia) par contraste avec la domination de l'écriture dans les études anthropologiques et les formes traditionnelles du documentaire. Selon son fondateur, Lucien Castaing-Taylor, celles-ci continuent en effet de « privilégier la culture [écrite] par rapport au vécu ». 

## Création
Collaboration entre le département d'Anthropologie de Harvard et son département de Culture visuelle (Visuel and Environmental Studies)  depuis 2006, le SEL fournit les moyens techniques à la réalisation des projets dans le cadre du PhD d'anthropologie visuelle (Media Anthropology) de l'université. Il fut rapidement reconnu comme un programme innovant, pour lier certaines formes de la cinématographie contemporaine à un projet historique sur l'étude de la part cognitive des phénomènes culturels.
Le SEL est dirigé par le musicien, anthropologue et phonographe Ernst Karel, l'anthropologue et cinéaste Véréna Paravel et Lucien Castaing-Taylor, réalisateur de films ethnographiques dont In and Out of Africa, Sweetgrass (film) (en). Castaing-Taylor et Paravel ont co-réalisé Leviathan, somniloquies, Caniba, De Humani Corporis Fabrica. 

## Projets

### Affiliés
- Ilisa Barbash et Lucien Castaing-Taylor. Sweetgrass (film) (en)
- Ernst Karel. Heard Laboratories
- Sharon Lockhardt. Lunch Break, Exit, « Double Tide »(Archive.org • Wikiwix • Archive.is • Google • Que faire ?)

### Étudiants
- On Broadway  (Aryo Danusiri)
- Chiaqian (Demolition) (JP Sniadecki)
- As Long As There's Breath (Stephanie Spray)